# Dextrano
El dextrano es un polisacárido complejo y ramificado formado por numerosas moléculas de glucosa, formando unidades en cadenas de longitud variable (de 10 a 150 kilodaltons). Es usado en diferentes ámbitos, como el médico (es usado como antiplaqueta o para reducir la viscosidad de la sangre), el farmacéutico o en la industria agricultora. También se puede encontrar en abundancia en la placa dental.
Consiste en uniones enlace glucosídico α1->6 entre moléculas de glucosa, mientras que las ramificaciones empiezan en uniones α1->4 (en algunos casos también en uniones α1->2 y α1->3), que no suelen tener más de una o dos unidades de glucosa.

## Biogénesis
El dextrano es sintetizado por ciertas bacterias acidolácticas a partir de la sacarosa, de la que se rompe el enlace glicosídico entre glucosa y fructosa, produciéndose acto seguido la polimerización de estas glucosas en largas cadenas de alto peso molecular. Se descubrieron cuando, en los procesos de fabricación del azúcar, se observaban grandes masas que obturaban los filtros. Las bacterias más conocidas de este tipo son Leuconostoc mesenteroides y Streptococcus mutans.
Puede producirse también industrialmente mediante dos técnicas biotecnológicas:
Fermentación. En la fermentación es frecuente el uso de la bacteria Leuconostoc mesenteroides B512 para formar largas cadenas de este polisacárido, que luego son hidrolizadas para obtener fragmentos más pequeños.
Síntesis enzimática. consiste en la obtención de la enzima específica dextranasa (obtenida a partir de un microorganismo), a la que luego se añade la sacarosa para que esta polimerice, formando el dextrano.

### Propiedades
Las propiedades físicas o químicas de cada dextrano dependen de la bacteria que lo haya sintetizado y del método de producción, aunque en general constan de diversas propiedades gracias a las cuales tienen diversas aplicaciones en diferentes ámbitos industriales:
- Tienen una alta solubilidad en agua, aunque son insolubles en alcoholes monohídricos, como el metanol o el etanol.
- Son biocompatibles, es decir, son tolerados por el organismo, dentro unas dosis moderadas (en ratones, por ejemplo, la dosis intravenosa letal de Dextrano 70, una solución con un dextrano de alto peso molecular, es de 55g/Kg).
- Son biodegradables, ya que se ha observado que hay enzimas naturales, llamadas dextranasas, como las del hongo Penicillium o las de algunas bacterias como la Cellvibrio, que pueden degradarlos.
- Pueden ser estables durante muchos años.

## Aplicaciones médicas
Los dextranos han sido tradicionalmente usados en medicina como componentes de soluciones intravenosas y en tratamientos terapéuticos que incrementan el volumen del plasma sanguíneo. Sin embargo, tienen un área de aplicación muy amplia que abarca desde estabilizadores de componentes biológicos hasta aplicaciones en el ámbito de la oftalmología.

### Criopreservación
La criopreservación es el proceso en el cual células o tejidos son congelados a muy bajas temperaturas, de manera que disminuyen las funciones vitales de la célula u organismo en cuestión y se puede mantener en condiciones de vida suspendida. Los dextranos pueden ser empleados como criopreservantes en combinación con dimetil sulfóxido (DMSO), glicerol u otras sustancias. Son usados para la criopreservación de preparaciones biológicas en general. Se piensa que este criopreservante contribuye a una formación de cristales de agua más controlada, lo cual implica un menor perjuicio a las membranas celulares y orgánulos.

### Estabilización de proteínas
Los dextranos también son conocidos por favorecer tanto a la estabilidad estructural de productos que han sido congelados en seco como a la estabilidad proteica; al igual que a la recuperación de la actividad enzimática tras una congelación en seco.

### Aplicación en fármacos orales
Además son ampliamente empleados en los fármacos administrados por vía oral. Son añadidos para proveer consistencia y solidez al fármaco durante su elaboración.

### Expansor del plasma sanguíneo
de elevado peso molecular ejercen un efecto coloidosmótico necesario para asegurar un volumen plasmático adecuado y así garantizar la perfusión tisular. Su función inicial, pues, es resustituir temporalmente la volemia. Se emplean para ayudar a mantener la circulación en estados hipovolémicos, en el shock, para corregir la oligohemia en el shock del quemado y para mantener temporalmente la presión coloidosmótica durante ciertos tipos de cirugía cardiovascular.
El dextrano 40 se emplea también, solo o como aditivo, para primar las bombas oxigenadoras de la circulación extracorpórea, para prevenir las trombosis venosas y la tromboembolia.
En el shock, la dosis de dextrano 40 es de 10 mg/kg de una solución al 10 %, infundida primero con rapidez hasta conseguir el efecto y después en infusión más lenta; es conveniente controlar la presión venosa central. En las primeras 24 horas no conviene pasar de los 20 ml/kg; si se ha de continuar más de 24 horas, la dosis diaria total no debe exceder de 10 ml/kg, ni prolongarse más de 5 días. El dextrano 70 en solución al 6 % se emplea a la dosis de 500 ml (20-40 ml/min), sin pasar de los 20 ml/kg en las primeras 24 horas.
No se trata de un sustituto de la sangre, pero se utiliza en situaciones de emergencia cuando no hay sangre entera o productos sanguíneos disponibles.

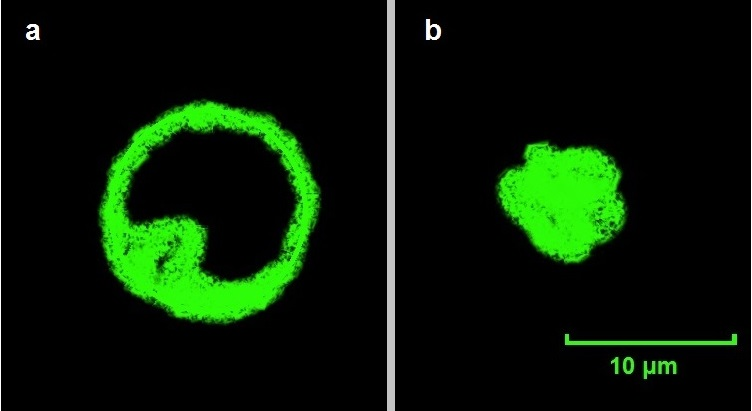
Inyección de Dextran-Alexa 488 en el citosol (a) y el núcleo (b) de una célula.

### Dextranos marcados con fluorescencia
El dextrano, conjugado con una molécula fluorescente (como el FSIC) da origen a un derivado de gran utilidad como marcador de macromoléculas en estudios de microcirculación y, en particular, de permeabilidad vascular de los tejidos. En los años 70 se desarrollaron técnicas para estudiar la permeabilidad de los capilares cerebrales, conducto pancreático, córnea, vasos de la retina y tejido muscular.

### Lágrimas artificiales
Son comúnmente utilizados como ingrediente activo en lágrimas artificiales u otras soluciones de aplicación oftalmológica debido a sus propiedades lubricantes. Su principal efecto es el alivio de la sequedad e irritación de los ojos causado por condiciones ambientales, prolongado uso de ordenador o lectura y efectos secundarios de ciertos medicamentos.

### Soluciones intravenosas
Los dextranos en soluciones intravenosas permiten disolver otros factores en fluidos osmóticamente neutros y son metabolizados por las células en forma de glucosa y agua.
Hierro-dextrano es un complejo molecular formado por un núcleo de hierro de diámetro 3 nm rodeado de una vaina de dextrano de 13 nm. Se administra en forma de solución por vía intravenosa para tratar la anemia.
Actúa estimulando la formación de eritrocitos o incrementando el contenido de hemoglobina en sangre. Una vez entra en el organismo, el complejo hierro-dextrano circula por el plasma sanguíneo y es rápidamente absorbido por las células del Sistema fagocítico mononuclear, especialmente en el hígado y el bazo, donde se separan sus componentes. El hierro se libera lentamente y se une a proteínas, y el dextrano es metabolizado o excretado por vía renal.
Dicho complejo también es empleado en veterinaria con el mismo fin terapéutico.

### Trasplante de órganos
Uno de los principales requisitos de las soluciones para perfusión y preservación de órganos durante operaciones quirúrgicas es que deben ser iso-osmóticas con los fluidos intracelulares de los tejidos que contienen. Se ha comprobado que las soluciones de 5 y 10% de dextrano de bajo peso molecular (fracciones de dextrano de tamaño reducido) garantizan la preservación de órganos como el hígado, riñón y córnea, pero su uso es cada vez más generalizado en otros tejidos.

### Actividad anticoagulante y antiinflamatoria
Los ésteres sulfúricos de polisacáridos como el sulfato de dextrano son conocidos por su acción anticoagulante, por lo que despiertan especial interés como sustitutivo de la heparina. El sulfato dextrano es un componente habitual en el tratamiento de complicaciones del sistema circulatorio producidas por shock o trauma. Mejora la fluidez de la sangre porque reduce su viscosidad e inhibe la agregación de los eritrocitos y por lo tanto, evita la formación de trombos. Su efecto antitrombótico lo hace idóneo para la prevención de trombosis venosa profunda y embolia pulmonar postoperatoria. Además, los efectos antiinflamatorios del dextrano han sido demostrados en varios estudios científicos (Patrushev y Shekhtman 1973; Giri 1975; Giroud y Timsit 1973; Kocha 1969: Von Przerwa y Arnold 1975). Una vez aplicado, el sulfato de dextrano reduce la extravasación de los linfocitos en las zonas inflamadas de la piel y retiene el agua mediante procesos osmóticos.

### Otros usos
Tienen numerosas aplicaciones en diversos ámbitos debido a su naturaleza no-iónica y su estabilidad en condiciones normales:
Es un estabilizador de uso común en helados y golosinas. En la industria confitera se utilizan para preparar los dulces con el interior blando y en la industria de pinturas los éteres y ésteres mixtos de los dextranos se utilizan como agentes lacantes.
También se utilizan como estabilizadores en forma de película protectora de ciertos productos envasados (carne, quesos, pescado) porque previenen la oxidación y otros procesos químicos.
En cosmética sirve de espesante para cremas y lociones y, en la industria fotográfica, las fracciones altamente purificadas de dextrano permiten mejorar la calidad de las emulsiones de plata de las películas analógicas.
Existen muchas aplicaciones potenciales como agentes espesantes y emulsionantes, gomas de gran viscosidad, floculantes, recubrimiento de petróleo, material para punto quirúrgico...
El interés creciente por este producto puede ser parcialmente acreditado a sus propiedades: versatilidad, hidrofilia, pureza y capacidad para crear soluciones estables.  Sin embargo, hay una característica que destaca por encima de las demás: el hecho que los dextranos derivan de fuentes renovables y son degradados por los sistemas biológicos.

## Aplicaciones de laboratorio

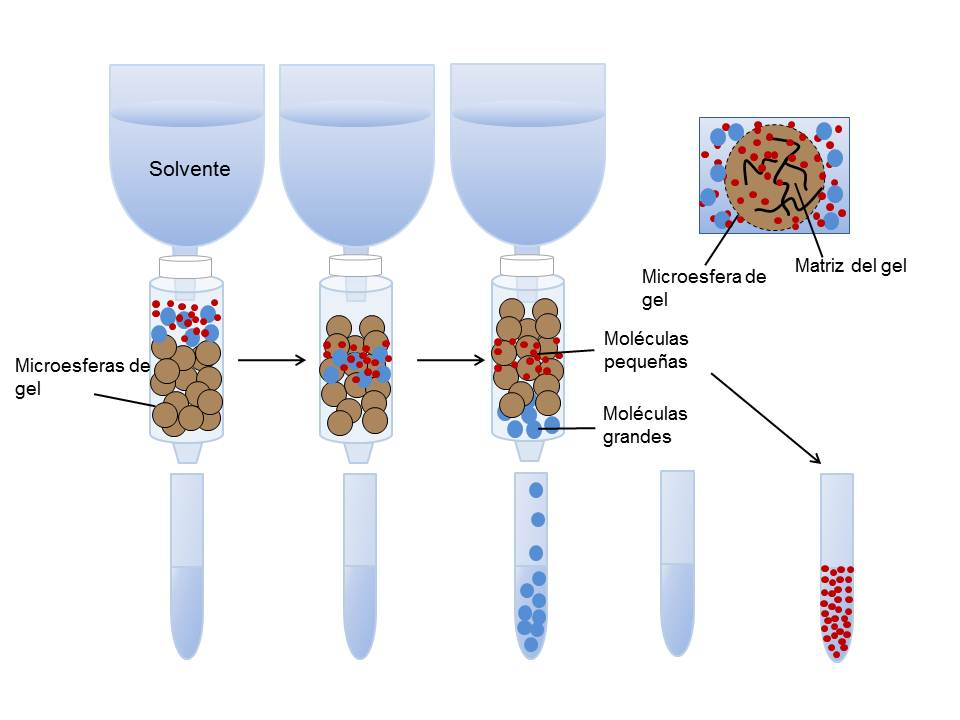
Cromatografía de filtración en gel. Una microesfera en gel, cuya periferia se representa con una línea discontinua, presenta una matriz que encierra un volumen interno de solvente. Las moléculas más pequeñas (rojas) pueden entrar con libertad en el volumen interior solvente de las microesferas, desde el volumen exterior. Las moléculas más grandes (azules) son demasiado voluminosas para penetrar en los poros del gel. La solución de muestra comienza a ingresar en la columna de gel. Las moléculas más pequeñas pueden penetrar el gel y en consecuencia migrar a través de la columna con más lentitud que las moléculas más grandes, que se excluyen del gel. Las moléculas más grandes salen de la columna para recogerse separadas de las moléculas más pequeñas, que requieren un volumen adicional de solvente para eluirse de la columna.

Entre las diferentes aplicaciones de laboratorio de los dextranos, destacan la cromatografía de filtración en gel y las técnicas de fluorescencia.

### Cromatografía de filtración en gel
El dextrano es uno de los materiales más utilizados junto con la agarosa o la poliacrilamida en la cromatografía de filtración en gel.
Esta técnica permite separar moléculas en función de su tamaño gracias a la utilización de un gel poroso. El Sephadex, denominación comercial del dextrano, es comúnmente utilizado en la fabricación de este gel debido a su estructura entrecruzada que cumple la función de tamiz, el cual sólo puede ser atravesado por moléculas de un tamaño determinado que será mayor o menor en función del grado de entrecruzamiento (las moléculas grandes presentan mayor dificultad que las pequeñas para atravesar los poros del gel dextrano).
Un ejemplo de las aplicaciones de esta técnica es la separación de sales (moléculas pequeñas) de proteínas (moléculas grandes).

### Técnicas de fluorescencia
Mediante el uso conjunto del dextrano con moléculas fluorescentes como el FITC, es posible la creación de gradientes de concentración de moléculas difusibles para formar imágenes y permitir la posterior caracterización de la pendiente del gradiente.
Así mismo, el dextrano marcado con moléculas de fluorescencia se une a los endosomas permitiendo su visualización al microscopio de fluorescencia.

### Otras aplicaciones de laboratorio
- Aplicación de presión osmótica a las células biológicas en la técnica de estrés osmótico.
- Se puede utilizar en forma de perlas biológicas para ayudar en aplicaciones de biorreactores.
- Inmovilización de biosensores.

## Farmacología
Los dextranos son polisacáridos ramificados (polímeros de la D-glucosa) de elevado peso molecular que mediante hidrólisis parcial pueden ser convertidos en polisacáridos de cualquier peso molecular. En la actualidad existen el dextrano 40 y dextrano 70 de 40.000 y 70.000 daltons de peso molecular respectivamente. El más utilizado es el dextrano 40 aunque su eliminación rápida hace que el efecto sea menor. Farmacológicamente se presentan como preparados de 500 ml y no se recomienda administrar más de 100 ml/día ya que de lo contrario se podrían dar alteraciones renales.
Destaca por su uso el hierro dextrán, fármaco comúnmente utilizado para el tratamiento de la anemia por falta de hierro.
Algunos de los efectos secundarios que puede producir la ingesta de estos fármacos son:
- Reacciones alérgicas graves debido a la capacidad antigénica de los dextranos.
- Hemorragias a consecuencia de su efecto antiagregante plaquetario.
- Insuficiencia renal

.